# Grafen von Lauffen
Die Grafen von Lauffen waren ein hochmittelalterliches Adelsgeschlecht, das vom 11. bis ins frühe 13. Jahrhundert den mittleren und unteren Neckar und Teile seines Hinterlandes beherrschte. Wegen ihres in jeder Generation nachweisbaren Leitnamens Poppo bzw. Boppo werden sie auch Popponen genannt, wobei eine Abstammung von den gleichnamigen älteren Babenbergern gemeinhin vermutet wird. Ein zweiter Leitname war Heinrich.
Der erste dem Geschlecht zuzuordnende Vertreter wurde 1011 erwähnt. Der Sitz befand sich zunächst in Lauffen, im Laufe des 12. Jahrhunderts orientierten sich die Grafen zunehmend in den unteren Neckarraum. Die Grafen von Lauffen waren Vertreter des Königs und Vögte für den rechtsrheinischen Besitz des Hochstifts Worms. Mit ihren Burgen beherrschten sie den unteren Neckar als Handelsweg. Das Hauskloster der Grafen von Lauffen war das Kloster Odenheim im Kraichgau.
Mit dem Tod des letzten Grafen Boppo (V.) zu Anfang des 13. Jahrhunderts zerfiel die Herrschaft. Der Allodialbesitz ging in weiten Teilen an die Herren von Dürn über, die Reichslehen zog das staufische Königshaus ein.

## Geschichte

### Abstammung und frühe Erwähnungen
Die Karolinger gründeten in Lauffen einen Königshof. Er diente – wie die Königshöfe in Heilbronn und möglicherweise in Kirchheim – der Sicherung der Südgrenze Frankens gen Schwaben. Der Hof bestand wohl mindestens bis in das 10. Jahrhundert hinein. Ob es eine Adelsfamilie gab, die durchgehend mit dem Hof belehnt war, ist nicht überliefert. Die älteren Babenberger im Grabfeldgau verfügten mit Boppo über den gleichen Leitnamen wie die Grafen von Lauffen und stellten zwei Würzburger Bischöfe. Der im 9. Jahrhundert in der Regiswindislegende als Besitzer Lauffens erwähnte Grenzgraf Ernst aus dem Nordgau entstammte ebenfalls dem Umfeld der Babenberger. Eine kontinuierliche Herrschaft über Lauffen vom 9. Jahrhundert bis in die Ära der Grafen von Lauffen und verwandtschaftliche Beziehungen zum schwäbischen Herzogshaus mit Ernst I. und Ernst II. wären daher vorstellbar.
1003 wurde in Lauffen in Zusammenhang mit der beabsichtigten Gründung eines Klosters durch den Würzburger Bischof Heinrich I. erstmals eine Burg erwähnt. Dabei handelte es sich um die fränkisch-ottonische Alte Burg um die heutige Regiswindiskirche. Welches Adelsgeschlecht 1003 auf dieser Anlage saß, ist nicht überliefert.
Bei Lauffen trafen die Grenzen der Bistümer Würzburg, Speyer und Worms aufeinander. Möglicherweise kamen die Vorfahren der Grafen von Lauffen – wie auch die mit ihnen versippten Grafen von Calw – vor der Jahrtausendwende beim Ausgriff der beiden rheinischen Bistümer in den Neckarraum. Dies könnte durch mangelnden königlichen Einfluss in der fränkisch-schwäbischen Grenzregion ermöglicht worden sein. Die Klostergründung von 1003 zu Gunsten des königsnahen Bistums Würzburg wäre folglich eine königliche Maßnahme gegen diese Herrschaftsbildung gewesen.
Als frühester bekannter Ahn gilt ein Graf Boppo (I.). Er wurde am 9. Mai 1011 als Besitzer eines Lehens in Haßmersheim urkundlich erwähnt, bei dem es sich um den Grafensitz für die Wingarteiba gehandelt haben könnte. Boppo war zu diesem Zeitpunkt mutmaßlich Gaugraf der Wingarteiba und des Lobdengau. Im Rahmen des beurkundeten Vorgangs schenkte Heinrich II. Bischof Burchard von Worms dieses Lehen sowie die Wingarteiba. Eine weitere, ähnlich lautende Urkunde selben Datums bezieht sich auf den Lobdengau. Es wird angenommen, dass Boppo wiederum vom Wormser Bischof mit den Grafenrechten für beide Gaue belehnt wurde und die Grafenrechte somit mittelbar zurückerhielt. 1012 wurde Boppo (I.) als Graf erwähnt, als dieser in einem Streit zwischen dem Bistum Worms und dem Kloster Lorsch um den Lorscher Wildbann vermittelte. Der nächsten Generation wird ein Heinrich zugerechnet, der 1023 in der Stiftungsurkunde für das zu Lorsch gehörende Michaelskloster auf dem Heiligenberg als Graf im Lobdengau erwähnt wurde. Er und ein Boppo – wohl sein Bruder – waren 1027 Zeugen der Verleihung eines Wildbanns im Murrhardter Wald an das Bistum Würzburg, bei dem sie eigene Jagdrechte abtraten.

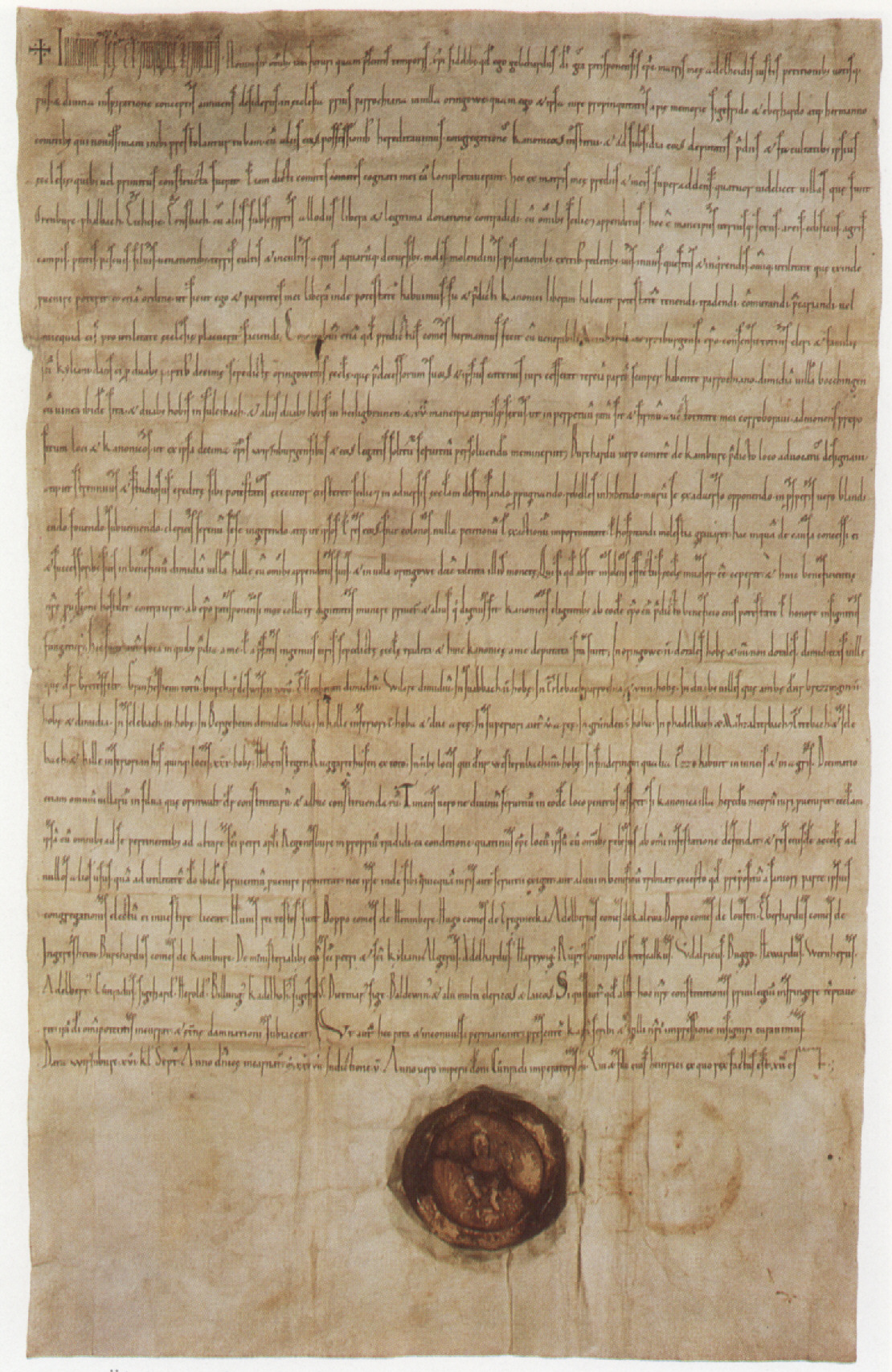
Öhringer Stiftungsbrief

Der auf das Jahr 1037 datierte Öhringer Stiftungsbrief gilt als Ersterwähnung eines Grafen Boppo „von Lauffen“. Allerdings muss das Dokument unter formalen Kriterien als nachträgliche Fälschung – womöglich aus der Zeit des Investiturstreits (1075 bis 1122) – angesehen werden, zudem kam die Zweinamigkeit erst mit der Wende vom 11. zum 12. Jahrhundert auf. Die Urkunde erwähnt den Grafen als Zeugen in Zusammenhang mit der Gründung des Öhringer Chorherrenstifts. Dem Dokument zufolge wurde es von Adelheid von Metz und ihrem Sohn, dem Regensburger Bischof Gebhard III. gegründet. Gelegentlich wird Boppo als zweiter Ehemann Adelheids und als Vater Gebhards identifiziert.

### Ausdehnung des Herrschaftsgebiets
1065 wurde Graf Boppo (II.) im Lobdengau in einer Urkunde Heinrichs IV. erwähnt, 1067 wird Wiesloch „im Lobdengau in der Grafschaft des Heinrich, Sohn Boppos“ genannt. Herrschaftsschwerpunkte der Grafen von Lauffen waren darüber hinaus der Kraichgau, der Zabergau und der Neckargau. Im südlichen Neckargau (der auch Heilbronn umfasste), im Zaber- und im Gartachgau verfügten sie parallel zu den Grafen von Calw über Besitz, weshalb verwandtschaftliche Beziehungen vermutet werden können. Zaber- und Gartachgau wurden von ihnen mutmaßlich gemeinschaftlich verwaltet. Aufgrund der Namensgleichheit waren sie möglicherweise auch mit gräflichen Rechten im Kochergau (Heinrich, erwähnt 1024–1042) und im Ramstalgau (Boppo, erwähnt 1080) vertreten. Weiterhin herrschte das Geschlecht in der Wingarteiba, wo sie jedoch nur im Südwesten Güter besaß, und es besaß Herrschaftsrechte im Enzgau. Die Ansprüche im Neckar-, Zaber und im Murrgau lassen auf Beziehungen zum Kloster Murrhardt schließen.
Im 11. Jahrhundert waren die Zeisolf-Wolframe Grafen im Elsenz- und im Kraichgau. Für 1100 wird ein Graf Bruno, der sich keinem Adelsgeschlecht zuordnen lässt, als Graf des Elsenz- und möglicherweise auch des Kraichgaus erwähnt. Ungefähr um 1103 beerbten die Lauffener die Zeisolf-Wolframe im Kraich- und im Anglachgau, nicht aber im Elsenzgau. 1109 änderte sich die Ortsangabe in Urkunden von „Kraichgau“ zu „in comitatu Bretheim“, also „in der Grafschaft Bretten“. Dies gilt als Anhaltspunkt dafür, dass die Lauffener den Verwaltungssitz nach der Teilung der Herrschaft von der Burg Wigoldesberg auf die zentraler gelegene Gaugrafenburg bei Bretten verlagert hatten. Später legten die Lauffener oder die ihnen als Besitzer Brettens nachfolgenden Grafen von Eberstein eine Burg in der Stadt an, deren Turm als Kirchturm der Brettener Stiftskirche bis heute erhalten geblieben ist. 1138 übernahmen die Grafen von Katzenelnbogen die Herrschaft über den Kraich- und den Anglachgau. Ungefähr im selben Zeitraum gingen die dortigen allodialen Güter der Grafen von Lauffen als Erbmasse oder Heiratsgut an die Grafen von Eberstein über.
Der überwiegende Teil des Lauffener Besitzes waren Lehen des Bistums Worms. Darüber hinaus verfügten sie über Lehen des Bistums Würzburg, und vom Kloster Lorsch erhielten sie darüber hinaus Vogteirechte. In Summe gelang es den Grafen von Lauffen, eine Herrschaft aufzubauen, mit der sie den Verkehr auf dem Neckar von der schwäbisch-fränkischen Grenze bis zu seiner Mündung und die Straßen im mittleren Neckarraum über Bruchsal nach Speyer kontrollieren konnten. Abgesehen vom Öhringer Stiftungsbrief wurde 1127 bei der Bestätigung der Belehnung Konrads nach dem Tod des Vaters Boppo (III.) erstmals ein „Graf von Lauffen“ schriftlich erwähnt. Daher kann angenommen werden, dass die Lauffener Grafenburg spätestens zu diesem Zeitpunkt bestand. Lauffen selbst war zwar nur ein Lehen des Bistums Würzburg am Rande des Herrschaftsgebiets, war aber durch seine Lage am Neckar strategisch günstig gelegen. Ebenfalls von Vorteil war die Lage Lauffens an der Grenze zu den Bistümern Worms und Speyer.

### Bruno von Lauffen und das Kloster Odenheim

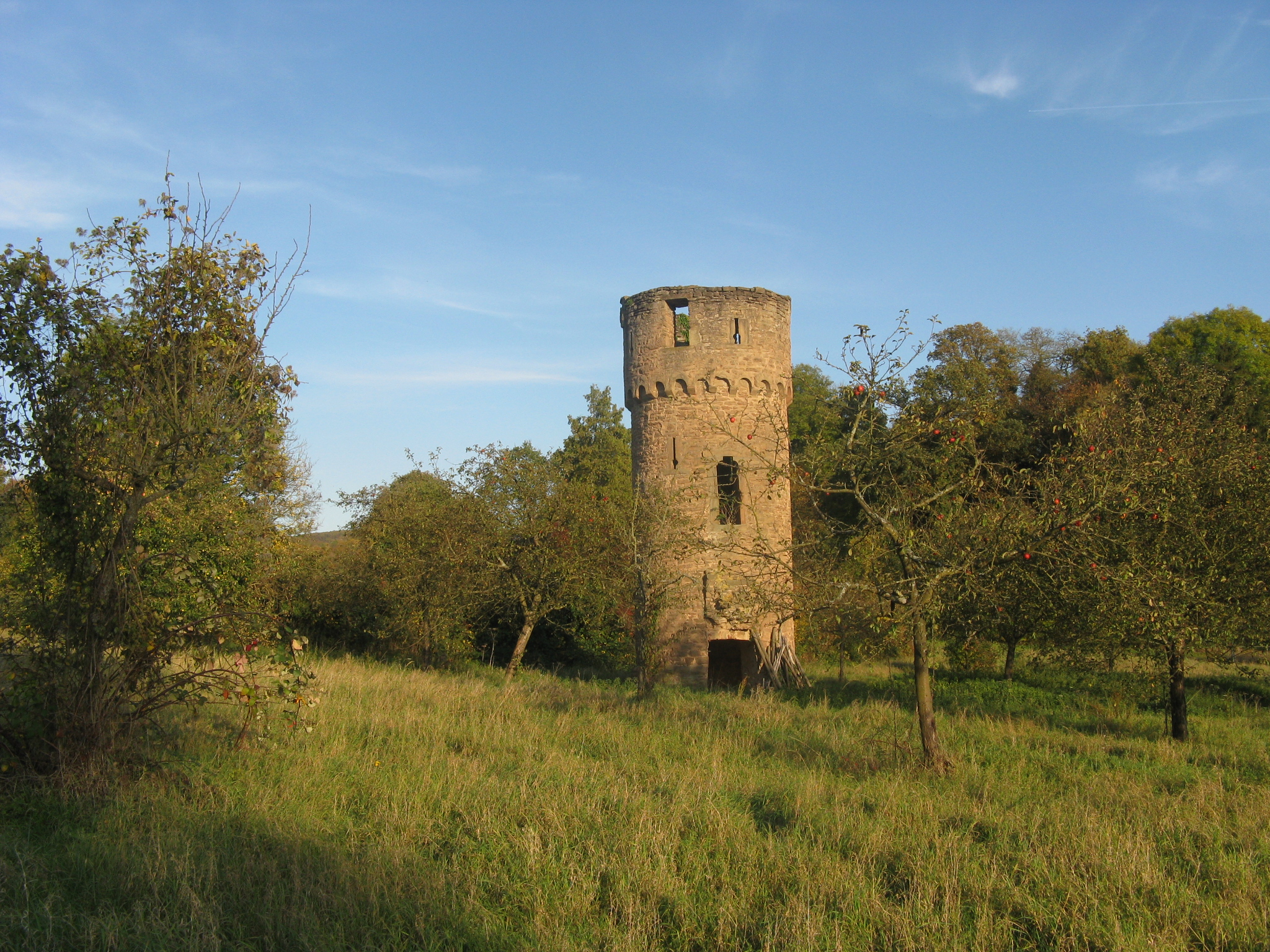
Überreste des Klosters Odenheim (2008)

Der bedeutendste Vertreter des Lauffener Grafengeschlechts war Bruno von Lauffen (* um 1045), der von 1102 bis 1124 das Amt des Erzbischofs von Trier bekleidete und an den Verhandlungen zur Schlichtung des Investiturstreits beteiligt war. Brunos Mutter Adelheid könnte mit Nellenburgern verwandt gewesen sein, so dass sein mutmaßlicher Onkel Udo von Nellenburg, der das Amt von 1066 bis 1078 innegehabt hatte, Brunos Wahl ermöglicht hätte.
Um das Jahr 1103 übernahmen die Grafen von Lauffen das Grafenamt für den Kraichgau. Nachdem sie offenbar den Grafensitz vom Wigoldesberg bei Odenheim nach Bretten verlegt hatten und der Wigoldesberg neuer Allodialbesitz war, stifteten sie der Diözese Speyer um die Jahre 1110 bis 1118 dort ein Kloster. Damit folgten sie der Tradition zahlreicher anderer Adelsfamilien seit dem Ende des 11. Jahrhunderts. Das Kloster wurde erstmals in einer Urkunde von 1122 oder 1123 erwähnt, als Heinrich V. in Anlehnung an das Hirsauer Formular die Stiftung von Erzbischof Bruno bestätigte und sein Bruder Boppo (III.) der Stiftung zustimmte. Die Grafen von Lauffen stifteten dem Kloster unter anderem Eigengut in Odenheim, Tiefenbach, Hausen an der Zaber, Neckarwestheim, Poppenweiler und Neckargartach und ergänzten die Ausstattung später durch weiteren Besitz, so beispielsweise in Weiler an der Zaber. Das Hirsauer Formular garantierte den Lauffenern die vererbbaren Vogteirechte. Der erste Abt Eberhard kam aus Hirsau. Ob sich die Grablege der Lauffener in Odenheim befand, ist nicht überliefert.
Das Kloster könnte vor dem Hintergrund gegründet worden sein, dass Bruno und sein Bruder Boppo (III.) ihr Erbe unter sich aufgeteilt hatten und dabei Bruno seinen Anteil in das Kloster eingebracht hatte. Das Kloster wurde auf neuem Besitz an einem Ort gegründet, der vom Kernland abgelegen war. Die gestifteten Güter lagen im Zabergau, am mittleren Neckar und im Kraichgau und damit ebenfalls in der Peripherie des Lauffener Territoriums, zumal sich die Grafen von Lauffen in dieser Phase zunehmend in den unteren Neckarraum orientierten. Die Bindung an das Kloster Hirsau deutet darauf hin, dass die Grafen von Lauffen in dieser Zeit dem Hirsauer Reformkreis näher gestanden haben könnten als dem kaisertreuen Umfeld der Diözese Würzburg.
Die Stiftung weist Parallelen zur Gründung des Klosters Gottesaue auf, dessen Stiftung als Familienkloster der Grafen von Hohenberg 1110 ebenfalls anhand des Hirsauer Formulars bestätigt wurde. Wie auch die Lauffener stießen die Hohenberger dafür ferner gelegenen Besitz ab, die Gründung erfolgte ebenfalls durch einen Geistlichen in der Familie. Gottesaue lag ebenfalls in der Diözese Speyer, und das dortige Kloster war gleichermaßen eng mit Hirsau verbunden.
Das Kloster Odenheim wurde vor der Mitte des 12. Jahrhunderts vom Wigoldesberg in ein zwei Kilometer entferntes Tal verlegt. Im 12. Jahrhundert erlebte das Kloster eine Blüte, nach 1200 nahm seine Bedeutung ab. Es bestand bis zur Säkularisation 1802/03.

### Verlagerung in den unteren Neckarraum
Den gesellschaftlichen Aufstieg der Grafen von Lauffen zu einem der bedeutendsten Geschlechter in Südwestdeutschland spiegeln die Verbindungen zu vielen weiteren Adelshäusern wider: Solche bestanden zu den Nellenburgern, zu den Häusern Werl-Hövel, Hohenberg, Arnstein, Katzenelnbogen, Eberstein, Tübingen, Schauenburg und Dürn.
Im Laufe des 12. Jahrhunderts lockerten die Grafen von Lauffen ihre Bindung an den namensgebenden Stammsitz und verlagerten ihren Machtbereich nach Nordwesten in den unteren Neckarraum. Dies kann als eine Folge königlicher Interventionen gegen die Bildung von Territorialherrschaften über die schwäbisch-fränkische Stammesgrenze hinweg gedeutet werden.
Entsprechend seiner Statuten waren die Lauffener im 12. Jahrhundert Vögte für das von ihnen gegründete Kloster Odenheim. Um 1130 besaß Konrad (I.) zusätzlich Vogteirechte auf dem Lorscher Filialkloster auf dem Heiligenberg. 1220 lagen sie beim Lauffener Erben Gerhard von Schauenburg. 1142 unterstützte Boppo (IV.) das Bistum Worms bei der Gründung des Zisterzienserklosters Schönau, indem er auf seine Lehensrechte im Steinachtal verzichtete und im Ausgleich andere Lehen erzielt, darunter solche in Wimpfen, wo er Vogt des Ritterstifts war. Ein ähnlicher Vorgang ist für 1174 überliefert, als Heinrich (IV.) zu Gunsten des Klosters Schönau Lehen abgab und im Ausgleich Güter im Schefflenztal zurückerhielt. 1184 verkaufte Konrad das Dorf Grenzheim an das Kloster.
Die Grafen von Lauffen errichteten die Vorderburg in Eberbach (1. Hälfte des 12. Jh.), die Burg Hornberg (Mitte 12. Jh.) und die Burg Dilsberg (kurz vor 1200). Mit Hilfe dieser Burgen versuchten sie, die Kontrolle über den unteren Neckar als Handelsweg zu erlangen. Konrad (II.) war wahrscheinlich der Erbauer der Mittelburg in Eberbach. Er wurde 1196 als „Graf Konrad von Eberbach“ erwähnt und hatte daher möglicherweise dort seinen Sitz.
Im Konflikt zwischen den Staufern und den Welfen unterstützten die Grafen von Lauffen zunächst die Staufer, so 1140 bei der Belagerung der Burg Weinsberg und um 1135–1150 gegen Vasallen der Welfen, die vom Burgstädel bei Neckarhausen aus einen Neckarübergang beherrschten. In der Regierungszeit Konrads III. (1138–1152) schützte Boppo (IV.) das zuvor staufische Stift Lobenfeld vor welfischen Anhängern. Sein Sohn Boppo (V.) geriet dagegen zeitweise in Konflikt mit Friedrich Barbarossa, als er versuchte, die Vogteirechte für das Kloster Lobenfeld zu erlangen. Dagegen intervenierte Barbarossa 1187 mittels eines Schutzbriefs, in dem er hohe Geldstrafen androhte. Zusätzlich war Boppo (V.) in eine Auseinandersetzung mit dem Wormser Bischof Luitpold um das Dorf Lochheim verwickelt.

### Zerfall der Herrschaft
Die beiden letzten männlichen Vertreter des Adelsgeschlechts – Boppo (V.) und sein Bruder Konrad (II.) – tauschten vor 1184 untereinander Teile der Burg Hornberg, wobei Boppo den Anteil seines Bruders erhielt. Mutmaßlich war das Lauffener Territorium zuvor bei einer Erbteilung zwischen Boppo und Konrad aufgeteilt worden, wobei Boppo die südöstlichen und Konrad die nordwestlichen Gebiete zugefallen waren und die Burg Hornberg durch ihre Lage in der Mitte des Herrschaftsgebiets geteilt worden war.
Konrad (II.) wurde nur von 1184 bis 1196 urkundlich erwähnt und starb wohl früh. Sein Bruder Boppo (V.) war einer der ersten Getreuen Friedrichs II. im Konflikt mit dem Welfen Otto IV. Im Oktober 1212 besuchte Boppo mit seinem Lehensgeber Luitpold von Worms Friedrich II. auf der Pfalz in Hagenau; dies wiederholte sich im Februar 1216. Dennoch hatte Friedrich II. bereits 1212 die Lehen, die vom Bistum Worms über ihn als König an die Grafen von Lauffen vergeben worden waren, an das Bistum Worms zurückgegeben, um sie auf diese Weise unter seine eigene Kontrolle zu bringen. Damit zerschlug Friedrich II. die sich gerade etablierende Territorialherrschaft der Lauffener, und die Staufer erlangten die Kontrolle über den durch seine Lage zwischen dem Mittelrhein, Schwaben und dem Bodensee für die Staufer strategisch bedeutenden mittleren Neckarraum.
Boppo (V.) muss zwischen 1216 und dem 6. April 1219 verstorben sein. Damit starben die Grafen von Lauffen in männlicher Linie aus. Über zwei Erbtöchter Boppos fielen die allodialen Güter an die Herren von Dürn und von Schauenburg. Die Vogtei für das Kloster Odenheim behielten die Staufer ein, es wurde auf diese Weise 1219 zur Reichsvogtei.
Boppos (V.) Tochter Mechthild heiratete wohl um 1216/17 Konrad I. von Dürn (erw. 1222; † 1253). Die Herren von Dürn, die aus dem Bauland stammten, konnten mit dem Lauffener Erbe ihre Herrschaft in das mittlere und untere Neckartal ausdehnen. So fiel ihnen Besitz um Möckmühl und im Neckartal mit Gütern um Mosbach (mit der Burg Hornberg und in Auerbach, Diedesheim, Neckarburken, Neckarelz, Neckarzimmern, Neudenau und Schefflenz), in Waibstadt, Michelfeld und Waldangelloch und bis zur Burg Dilsberg mit Besitz in Gaiberg, Neckargemünd, Waldwimmersbach, Wieblingen, Schönbrunn und Eberbach zu. Mechthild verstarb lange nach ihrem Mann in den 1270er Jahren, auf jeden Fall noch vor 1277. Boppos zweite Tochter, die möglicherweise Agnes hieß, war mit Gerhard von Schauenburg verheiratet. Welche Erbmasse ihm zufiel, ist unklar. Wahrscheinlich handelte es sich um den Besitz an der Bergstraße.
Die Grafen von Lauffen schufen wahrscheinlich noch zu Anfang des 13. Jahrhunderts die Grundlage für die Stadt Lauffen rechts des Neckars. Eine Verleihung der Stadtrechte ist nicht überliefert, für 1219 wurde die Stadt jedoch erstmals als solche erwähnt, als Friedrich II. sie und die Burg an den badischen Markgrafen Hermann V. verpfändete.
Mit dem Übergang der Kurpfalz an die Wittelsbacher verloren die Staufer 1214 Einfluss am unteren Neckar. 1225 erlangte der Wittelsbacher Pfalzgraf Ludwig die Herrschaft über die dortigen ehemaligen Lauffener Gebiete, als ihn das Bistum Worms mit den Resten des Lobdengaus – nun „Grafschaft Stalbühl“ genannt – belehnte.

## Burgen der Grafen von Lauffen

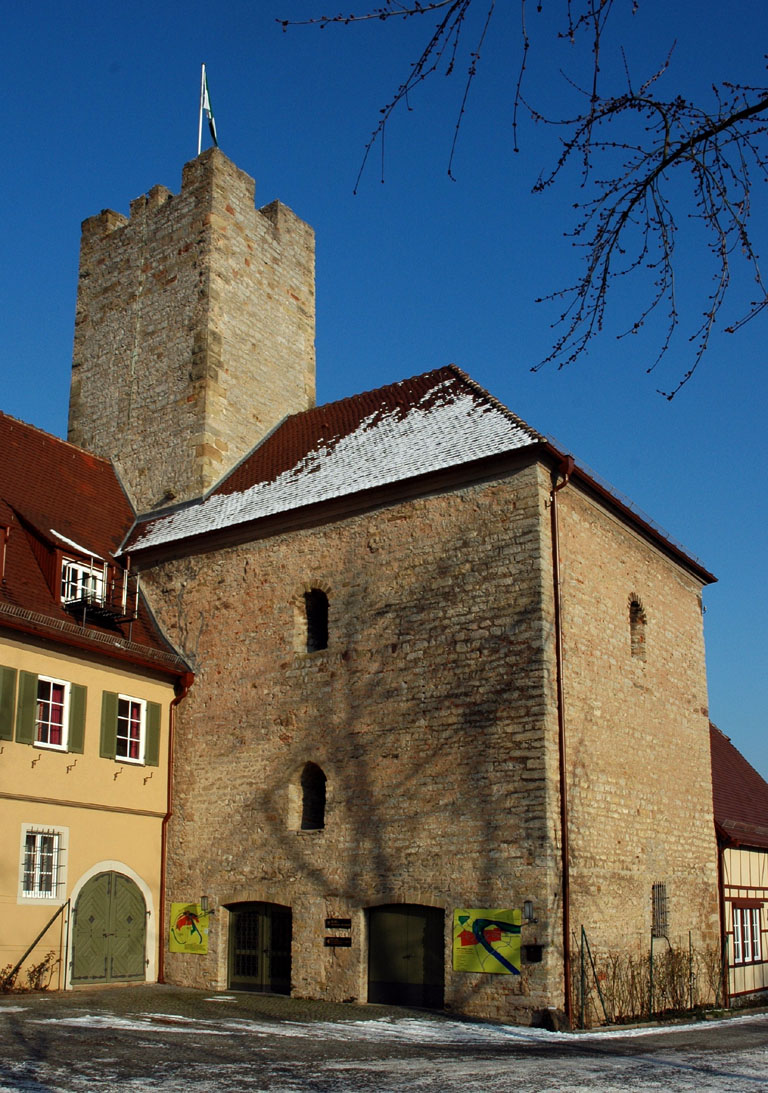
Grafenburg Lauffen

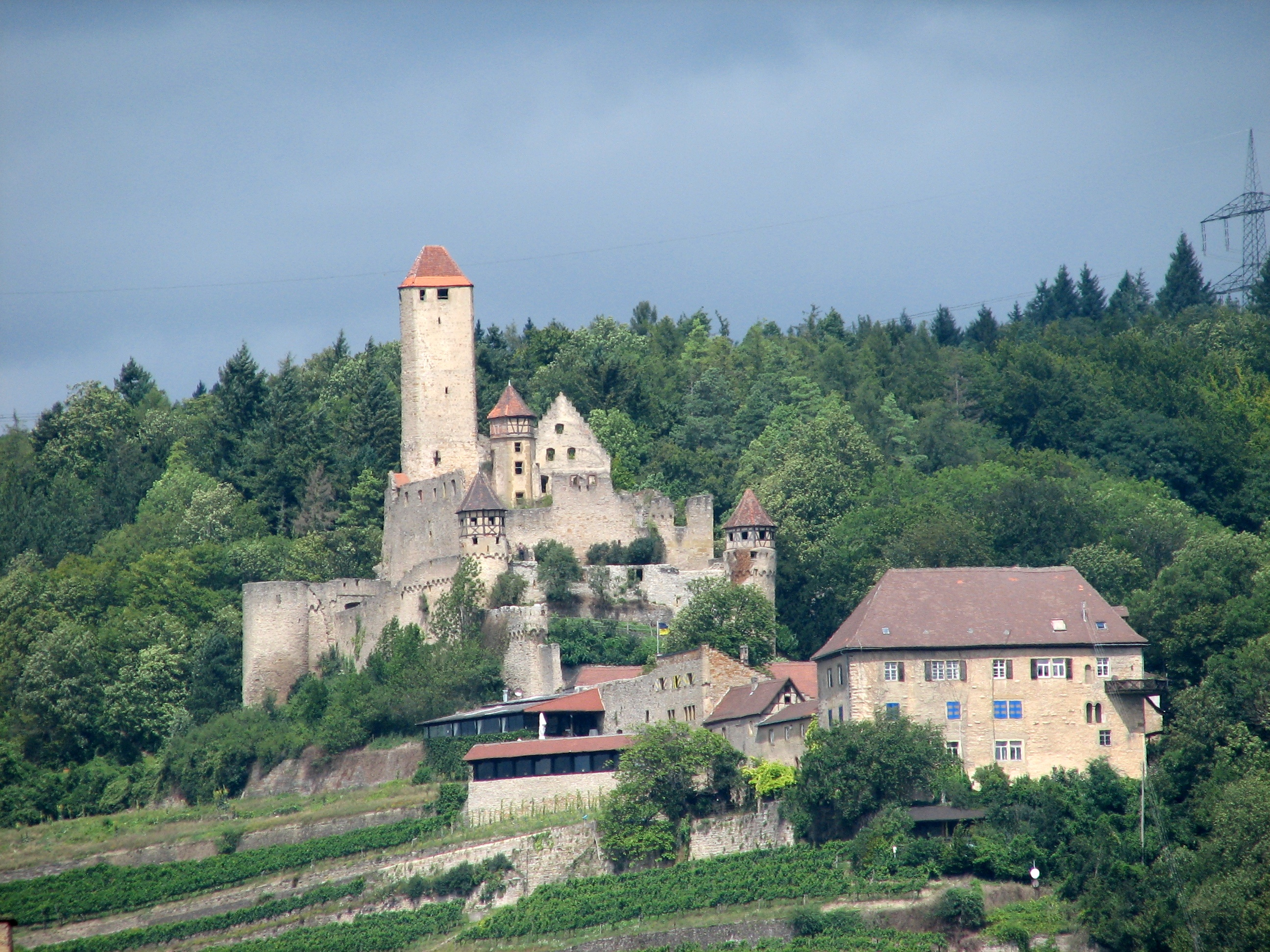
Burg Hornberg

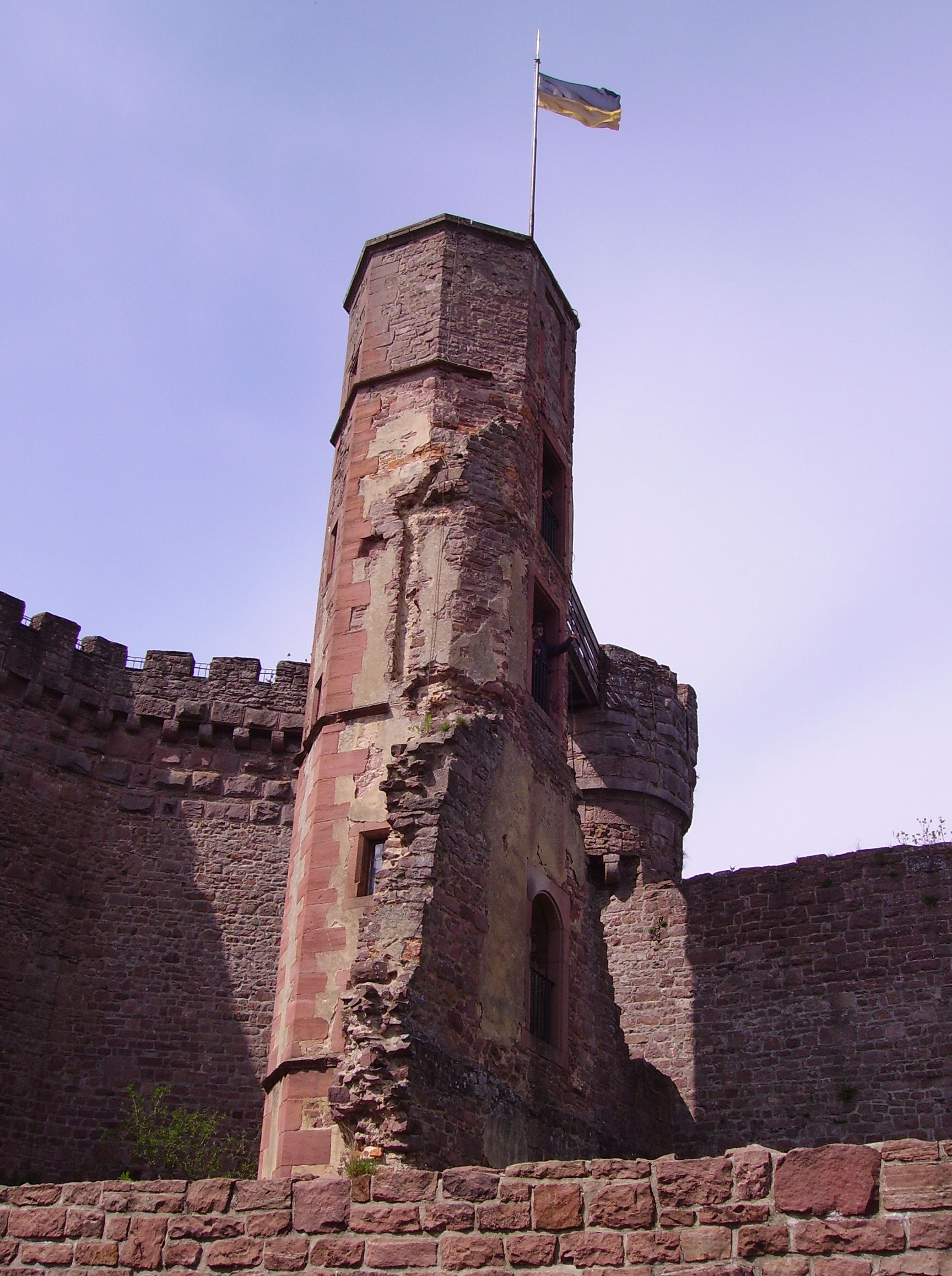
Dilsberg

Die Burgen, die die Grafen von Lauffen vom 11. bis ins frühe 13. Jahrhundert errichteten, waren für die damalige Zeit bedeutende Bauwerke. Neben der gut erhaltenen Grafenburg in Lauffen gelten die Untere Burg Hornberg, die Burg Eberbach und die Bergfeste Dilsberg als Gründungen der Lauffener.

### Lauffen
Um das Jahr 1000 war die alte Burg um die Regiswindiskirche das Zentrum Lauffens. Wenn die Vorfahren der Grafen von Lauffen hier nicht ihren Sitz hatten, verfügten sie wahrscheinlich zumindest über Anteile an diesem Komplex, dessen Besitz zersplittert war. Die Besitzverhältnisse und die für 1003 belegten Pläne zur Gründung eines Klosters könnten den Anlass zum Bau eines neuen, außerhalb gelegenen Burgsitzes gegeben haben. Er befindet sich auf einer künstlich geschaffenen Insel inmitten des Durchbruchs der alten Lauffener Neckarschlinge. Der Baubefund des Wohnturms bestätigt die Datierung in das frühe 11. Jahrhundert. Der Bergfried entstand erst um 1200 durch Aufstocken des Wohnturms und fällt damit womöglich erst in die Zeit nach dem Aussterben der Lauffener.

### Bretten
Die Burg im Burgwäldle wurde vermutlich in der ersten Hälfte des 11. Jahrhunderts unter den Zeisolf-Wolframen erbaut. Wohl um das Jahr 1100 wurde der Hauptbau der Burg durch einen Wohnturm ersetzt. In dieser Zeit, ungefähr um 1103, übernahmen die Grafen von Lauffen die Herrschaft für den Kraichgau und wählten die Burg als ihren Gaugrafensitz. Der archäologische Befund weist auf eine Nutzung des Areals vom späten 10. oder 11. Jahrhundert bis ca. 1300 und eine kurzzeitige erneute Nutzung im späten 14. oder im 15. Jahrhundert hin. Die Grafen von Lauffen, wahrscheinlicher aber die ihnen in Bretten nachfolgenden Grafen von Eberstein errichteten im 12. Jahrhundert eine Burg in der Stadt und könnten ihren Sitz dorthin verlegt haben.

### Hornberg
Die heutige Untere Burg Hornberg wurde ungefähr in der Mitte des 12. Jahrhunderts von den Grafen von Lauffen erbaut. Sie ist somit rund 150 Jahre jünger als die Burg in Lauffen. In der späten Ära der Grafen von Lauffen war die Burg Hornberg dank der zentralen Lage möglicherweise ihr wichtigster Sitz. Im Vergleich zu Lauffen war der einst dreistöckige Hornberger Turmpalas mit einer Höhe von über 20 Metern (ohne Dach) wesentlich höher. Er verfügte über mindestens drei romanische Biforienfenster. Nachdem die Grafen von Lauffen ausgestorben waren, gelangte die Burg an die Herren von Dürn.

### Eberbach
Die erste Bauphase für die vordere der drei Burgen des Komplexes in Eberbach lässt sich in die erste Hälfte des 12. Jahrhunderts datieren. Unter Konrad von Lauffen (auch: von Eberbach), dem Bruder des letzten Lauffener Grafen, begann im letzten Drittel des 12. Jahrhunderts eine intensive Bautätigkeit, in der Konrad das Areal zu seinem Herrschaftssitz für den westlichen Teil der Lauffener Herrschaft ausbaute. Dafür fasste er die Vorderburg und den Bereich der späteren Mittelburg zu einer Anlage zusammen. Mit seinem Tod nach 1196 oder spätestens mit dem Aussterben des Geschlechts blieb eine Bauruine zurück, die später in die Vorder- und die Mittelburg unterteilt wurde – möglicherweise aufgrund einer Konkurrenzsituation zwischen verschiedenen Rechtsnachfolgern der Lauffener.

### Dilsberg
Die Burg Dilsberg wurde eventuell in der zweiten Hälfte des 12. Jahrhunderts als Wohnturm erbaut. Sie wurde erstmals 1208 in Zusammenhang mit Boppo (V.) erwähnt, könnte aber bereits ein Wohnsitz Boppos (IV.) gewesen sein. Da Boppos (V.) Bruder Konrad Ende des 12. Jahrhunderts den nordwestlichen Teil der Lauffener Herrschaft verwaltete, wird angenommen, dass dieser 1208 bereits verstorben war. Die Burg wurde zwar von den Grafen von Lauffen bewohnt, war aber weniger bedeutsam als Lauffen, Hornberg und möglicherweise Eberbach. Über die Burg Dilsberg demonstrierten die Grafen von Lauffen Präsenz gegenüber den Pfalzgrafen in Heidelberg und in Richtung des Elsenzgaus. In ihrer heutigen Form entstand die Bergfeste Dilsberg im späten Mittelalter unter Verwendung älterer Steinquader.

## Wappen

Rekonstruiertes Wappen nach

Wappen derer von Dürn im Aschaffenburger Wappenbuch

Das Wappen der Grafen von Lauffen ist nicht direkt überliefert. Indizien deuten darauf hin, dass es einen oben von einem schreitenden Löwen oder Leoparden begleiteten Balken darstellte. Die Erbtochter Mechthild des letzten Lauffener Grafen Boppo (V.) brachte ihren Anteil in die Ehe mit Konrad I. von Dürn ein. Während als Wappen der Herren von Dürn zunächst drei 2:1 geteilte Schildchen überliefert sind, nahmen zwei von Mechthilds drei Söhnen einen erstmals 1248 belegten schreitenden Löwen oder Leoparden an. Einer dieser beiden Söhne – Boppo I. von Dürn – hatte neben dem Lauffener Leitnamen als Rufnamen den Lauffener Besitz um die Burg Dilsberg erhalten. Er übernahm außerdem den Lauffener Grafentitel und nannte sich später „Graf von Dilsberg“ anstatt „Boppo von Dürn“. Der andere Sohn – Rupert II. – erbte den Lauffener Besitz um Forchtenberg. Die Übernahme von Namen, Titeln und Ansprüchen der Lauffener Grafen wird als Hinweis darauf angesehen, dass das Wappen mit dem auf einem Balken schreitende Leoparden oder Löwen ebenfalls von den Grafen von Lauffen übernommen wurde.
Dem Landkreis Heilbronn, dessen Gebiet die Grafen von Lauffen einst großteils beherrschten, wurde 1955 ein neues Wappen verliehen. Es zeigt einen gestümmelten Adler und wurde vom Archivar am Hauptstaatsarchiv Stuttgart Hansmartin Decker-Hauff in der Annahme, es handelte sich um das Wappen der Grafen von Lauffen, vorgeschlagen. Es geht jedoch auf das älteste erhaltene Siegel der Stadt Lauffen am Neckar zurück, das wohl einen Reichsadler zeigt, und stammt wahrscheinlich erst aus dem späten 13. Jahrhundert.

## Stammtafel
Aufgrund der lückenhaften Quellenlage sind die Verwandtschaftsverhältnisse unsicher.
|                                            |                                            |                                            |                                            |                                                |                                                |                                                |                                                | Boppo (I.) 1011/12 Graf im Lobdengau u.i.d. Wingarteiba                 |                                                             |                                                             |                                                             |                                                             |                                                             |                                                   |                                                   |                                                   |                                                   |                                                   |                                                   |                                                   |                                                   |  |  |  |  |  |  |  |  |  |  |  |  |  |  |  |  |  |  |
|                                            |                                            |                                            |                                            |                                                |                                                |                                                |                                                |                                                                         |                                                             |                                                             |                                                             |                                                             |                                                             |                                                   |                                                   |                                                   |                                                   |                                                   |                                                   |                                                   |                                                   |  |  |  |  |  |  |  |  |  |  |  |  |  |  |  |  |  |  |
|                                            |                                            |                                            |                                            |                                                |                                                |                                                |                                                |                                                                         |                                                             |                                                             |                                                             |                                                             |                                                             |                                                   |                                                   |                                                   |                                                   |                                                   |                                                   |                                                   |                                                   |  |  |  |  |  |  |  |  |  |  |  |  |  |  |  |  |  |  |
|                                            |                                            |                                            |                                            | Heinrich                                       | Heinrich                                       | Heinrich                                       | Heinrich                                       | Heinrich                                                                | Heinrich                                                    |                                                             |                                                             | Boppo (II.)                                                 | Boppo (II.)                                                 | Boppo (II.)                                       | Boppo (II.)                                       | Boppo (II.)                                       | Boppo (II.)                                       |                                                   |                                                   |                                                   |                                                   |  |  |  |  |  |  |  |  |  |  |  |  |  |  |  |  |  |  |
|                                            |                                            |                                            |                                            | Heinrich                                       | Heinrich                                       | Heinrich                                       | Heinrich                                       | Heinrich                                                                | Heinrich                                                    |                                                             |                                                             | Boppo (II.)                                                 | Boppo (II.)                                                 | Boppo (II.)                                       | Boppo (II.)                                       | Boppo (II.)                                       | Boppo (II.)                                       |                                                   |                                                   |                                                   |                                                   |  |  |  |  |  |  |  |  |  |  |  |  |  |  |  |  |  |  |
|                                            |                                            |                                            |                                            |                                                |                                                |                                                |                                                |                                                                         |                                                             |                                                             |                                                             |                                                             |                                                             |                                                   |                                                   |                                                   |                                                   |                                                   |                                                   |                                                   |                                                   |  |  |  |  |  |  |  |  |  |  |  |  |  |  |  |  |  |  |
|                                            |                                            |                                            |                                            | Boppo 1080 Graf im Remsgau                     | Boppo 1080 Graf im Remsgau                     | Boppo 1080 Graf im Remsgau                     | Boppo 1080 Graf im Remsgau                     | Boppo 1080 Graf im Remsgau                                              | Boppo 1080 Graf im Remsgau                                  |                                                             |                                                             | Heinrich 1067 (filius Popponis) Graf im Lobdengau           | Heinrich 1067 (filius Popponis) Graf im Lobdengau           | Heinrich 1067 (filius Popponis) Graf im Lobdengau | Heinrich 1067 (filius Popponis) Graf im Lobdengau | Heinrich 1067 (filius Popponis) Graf im Lobdengau | Heinrich 1067 (filius Popponis) Graf im Lobdengau |                                                   |                                                   |                                                   |                                                   |  |  |  |  |  |  |  |  |  |  |  |  |  |  |  |  |  |  |
|                                            |                                            |                                            |                                            | Boppo 1080 Graf im Remsgau                     | Boppo 1080 Graf im Remsgau                     | Boppo 1080 Graf im Remsgau                     | Boppo 1080 Graf im Remsgau                     | Boppo 1080 Graf im Remsgau                                              | Boppo 1080 Graf im Remsgau                                  |                                                             |                                                             | Heinrich 1067 (filius Popponis) Graf im Lobdengau           | Heinrich 1067 (filius Popponis) Graf im Lobdengau           | Heinrich 1067 (filius Popponis) Graf im Lobdengau | Heinrich 1067 (filius Popponis) Graf im Lobdengau | Heinrich 1067 (filius Popponis) Graf im Lobdengau | Heinrich 1067 (filius Popponis) Graf im Lobdengau |                                                   |                                                   |                                                   |                                                   |  |  |  |  |  |  |  |  |  |  |  |  |  |  |  |  |  |  |
|                                            |                                            |                                            |                                            |                                                |                                                |                                                |                                                |                                                                         |                                                             |                                                             |                                                             |                                                             |                                                             |                                                   |                                                   |                                                   |                                                   |                                                   |                                                   |                                                   |                                                   |  |  |  |  |  |  |  |  |  |  |  |  |  |  |  |  |  |  |
|                                            |                                            |                                            |                                            | Bruno 1100 Graf im Elsenz-, Kraich- und Enzgau | Bruno 1100 Graf im Elsenz-, Kraich- und Enzgau | Bruno 1100 Graf im Elsenz-, Kraich- und Enzgau | Bruno 1100 Graf im Elsenz-, Kraich- und Enzgau | Bruno 1100 Graf im Elsenz-, Kraich- und Enzgau                          | Bruno 1100 Graf im Elsenz-, Kraich- und Enzgau              |                                                             |                                                             | Arnold ⚭ Adelheid nobilissima (v. Nellenburg?)              | Arnold ⚭ Adelheid nobilissima (v. Nellenburg?)              | Arnold ⚭ Adelheid nobilissima (v. Nellenburg?)    | Arnold ⚭ Adelheid nobilissima (v. Nellenburg?)    | Arnold ⚭ Adelheid nobilissima (v. Nellenburg?)    | Arnold ⚭ Adelheid nobilissima (v. Nellenburg?)    |                                                   |                                                   |                                                   |                                                   |  |  |  |  |  |  |  |  |  |  |  |  |  |  |  |  |  |  |
|                                            |                                            |                                            |                                            | Bruno 1100 Graf im Elsenz-, Kraich- und Enzgau | Bruno 1100 Graf im Elsenz-, Kraich- und Enzgau | Bruno 1100 Graf im Elsenz-, Kraich- und Enzgau | Bruno 1100 Graf im Elsenz-, Kraich- und Enzgau | Bruno 1100 Graf im Elsenz-, Kraich- und Enzgau                          | Bruno 1100 Graf im Elsenz-, Kraich- und Enzgau              |                                                             |                                                             | Arnold ⚭ Adelheid nobilissima (v. Nellenburg?)              | Arnold ⚭ Adelheid nobilissima (v. Nellenburg?)              | Arnold ⚭ Adelheid nobilissima (v. Nellenburg?)    | Arnold ⚭ Adelheid nobilissima (v. Nellenburg?)    | Arnold ⚭ Adelheid nobilissima (v. Nellenburg?)    | Arnold ⚭ Adelheid nobilissima (v. Nellenburg?)    |                                                   |                                                   |                                                   |                                                   |  |  |  |  |  |  |  |  |  |  |  |  |  |  |  |  |  |  |
|                                            |                                            |                                            |                                            |                                                |                                                |                                                |                                                |                                                                         |                                                             |                                                             |                                                             |                                                             |                                                             |                                                   |                                                   |                                                   |                                                   |                                                   |                                                   |                                                   |                                                   |  |  |  |  |  |  |  |  |  |  |  |  |  |  |  |  |  |  |
| Heinrich ⚭ Ida, T.d.Gfen Bernhard von Werl | Heinrich ⚭ Ida, T.d.Gfen Bernhard von Werl | Heinrich ⚭ Ida, T.d.Gfen Bernhard von Werl | Heinrich ⚭ Ida, T.d.Gfen Bernhard von Werl | Heinrich ⚭ Ida, T.d.Gfen Bernhard von Werl     | Heinrich ⚭ Ida, T.d.Gfen Bernhard von Werl     |                                                |                                                | Boppo (III.) Graf von Lauffen 1122 ⚭ Mathilde von Hohenberg             | Boppo (III.) Graf von Lauffen 1122 ⚭ Mathilde von Hohenberg | Boppo (III.) Graf von Lauffen 1122 ⚭ Mathilde von Hohenberg | Boppo (III.) Graf von Lauffen 1122 ⚭ Mathilde von Hohenberg | Boppo (III.) Graf von Lauffen 1122 ⚭ Mathilde von Hohenberg | Boppo (III.) Graf von Lauffen 1122 ⚭ Mathilde von Hohenberg |                                                   |                                                   | Bruno, Erzbischof von Trier 1102–1124             | Bruno, Erzbischof von Trier 1102–1124             | Bruno, Erzbischof von Trier 1102–1124             | Bruno, Erzbischof von Trier 1102–1124             | Bruno, Erzbischof von Trier 1102–1124             | Bruno, Erzbischof von Trier 1102–1124             |  |  |  |  |  |  |  |  |  |  |  |  |  |  |  |  |  |  |
| Heinrich ⚭ Ida, T.d.Gfen Bernhard von Werl | Heinrich ⚭ Ida, T.d.Gfen Bernhard von Werl | Heinrich ⚭ Ida, T.d.Gfen Bernhard von Werl | Heinrich ⚭ Ida, T.d.Gfen Bernhard von Werl | Heinrich ⚭ Ida, T.d.Gfen Bernhard von Werl     | Heinrich ⚭ Ida, T.d.Gfen Bernhard von Werl     |                                                |                                                | Boppo (III.) Graf von Lauffen 1122 ⚭ Mathilde von Hohenberg             | Boppo (III.) Graf von Lauffen 1122 ⚭ Mathilde von Hohenberg | Boppo (III.) Graf von Lauffen 1122 ⚭ Mathilde von Hohenberg | Boppo (III.) Graf von Lauffen 1122 ⚭ Mathilde von Hohenberg | Boppo (III.) Graf von Lauffen 1122 ⚭ Mathilde von Hohenberg | Boppo (III.) Graf von Lauffen 1122 ⚭ Mathilde von Hohenberg |                                                   |                                                   | Bruno, Erzbischof von Trier 1102–1124             | Bruno, Erzbischof von Trier 1102–1124             | Bruno, Erzbischof von Trier 1102–1124             | Bruno, Erzbischof von Trier 1102–1124             | Bruno, Erzbischof von Trier 1102–1124             | Bruno, Erzbischof von Trier 1102–1124             |  |  |  |  |  |  |  |  |  |  |  |  |  |  |  |  |  |  |
|                                            |                                            |                                            |                                            |                                                |                                                |                                                |                                                | Konrad Graf von Lauffen ⚭ Giselhild, T.d. Grafen Ludwig I. von Arnstein |                                                             |                                                             |                                                             |                                                             |                                                             |                                                   |                                                   |                                                   |                                                   |                                                   |                                                   |                                                   |                                                   |  |  |  |  |  |  |  |  |  |  |  |  |  |  |  |  |  |  |
|                                            |                                            |                                            |                                            |                                                |                                                |                                                |                                                |                                                                         |                                                             |                                                             |                                                             |                                                             |                                                             |                                                   |                                                   |                                                   |                                                   |                                                   |                                                   |                                                   |                                                   |  |  |  |  |  |  |  |  |  |  |  |  |  |  |  |  |  |  |
|                                            |                                            |                                            |                                            |                                                |                                                |                                                |                                                |                                                                         |                                                             |                                                             |                                                             |                                                             |                                                             |                                                   |                                                   |                                                   |                                                   |                                                   |                                                   |                                                   |                                                   |  |  |  |  |  |  |  |  |  |  |  |  |  |  |  |  |  |  |
| Boppo (IV.) 1139–1181                      | Boppo (IV.) 1139–1181                      | Boppo (IV.) 1139–1181                      | Boppo (IV.) 1139–1181                      | Boppo (IV.) 1139–1181                          | Boppo (IV.) 1139–1181                          |                                                |                                                | Adelheid ⚭ Gf. Heinrich von Katzenelnbogen                              | Adelheid ⚭ Gf. Heinrich von Katzenelnbogen                  | Adelheid ⚭ Gf. Heinrich von Katzenelnbogen                  | Adelheid ⚭ Gf. Heinrich von Katzenelnbogen                  | Adelheid ⚭ Gf. Heinrich von Katzenelnbogen                  | Adelheid ⚭ Gf. Heinrich von Katzenelnbogen                  |                                                   |                                                   | Konrad, Bischof von Worms (v. Steinach) 1150–1171 | Konrad, Bischof von Worms (v. Steinach) 1150–1171 | Konrad, Bischof von Worms (v. Steinach) 1150–1171 | Konrad, Bischof von Worms (v. Steinach) 1150–1171 | Konrad, Bischof von Worms (v. Steinach) 1150–1171 | Konrad, Bischof von Worms (v. Steinach) 1150–1171 |  |  |  |  |  |  |  |  |  |  |  |  |  |  |  |  |  |  |
| Boppo (IV.) 1139–1181                      | Boppo (IV.) 1139–1181                      | Boppo (IV.) 1139–1181                      | Boppo (IV.) 1139–1181                      | Boppo (IV.) 1139–1181                          | Boppo (IV.) 1139–1181                          |                                                |                                                | Adelheid ⚭ Gf. Heinrich von Katzenelnbogen                              | Adelheid ⚭ Gf. Heinrich von Katzenelnbogen                  | Adelheid ⚭ Gf. Heinrich von Katzenelnbogen                  | Adelheid ⚭ Gf. Heinrich von Katzenelnbogen                  | Adelheid ⚭ Gf. Heinrich von Katzenelnbogen                  | Adelheid ⚭ Gf. Heinrich von Katzenelnbogen                  |                                                   |                                                   | Konrad, Bischof von Worms (v. Steinach) 1150–1171 | Konrad, Bischof von Worms (v. Steinach) 1150–1171 | Konrad, Bischof von Worms (v. Steinach) 1150–1171 | Konrad, Bischof von Worms (v. Steinach) 1150–1171 | Konrad, Bischof von Worms (v. Steinach) 1150–1171 | Konrad, Bischof von Worms (v. Steinach) 1150–1171 |  |  |  |  |  |  |  |  |  |  |  |  |  |  |  |  |  |  |
|                                            |                                            |                                            |                                            |                                                |                                                |                                                |                                                |                                                                         |                                                             |                                                             |                                                             |                                                             |                                                             |                                                   |                                                   |                                                   |                                                   |                                                   |                                                   |                                                   |                                                   |  |  |  |  |  |  |  |  |  |  |  |  |  |  |  |  |  |  |
| Heinrich 1174                              | Heinrich 1174                              | Heinrich 1174                              | Heinrich 1174                              | Heinrich 1174                                  | Heinrich 1174                                  |                                                |                                                | Boppo (V.) 1181–n. 1212                                                 | Boppo (V.) 1181–n. 1212                                     | Boppo (V.) 1181–n. 1212                                     | Boppo (V.) 1181–n. 1212                                     | Boppo (V.) 1181–n. 1212                                     | Boppo (V.) 1181–n. 1212                                     |                                                   |                                                   | Konrad 1184,1196 Graf von Eberbach                | Konrad 1184,1196 Graf von Eberbach                | Konrad 1184,1196 Graf von Eberbach                | Konrad 1184,1196 Graf von Eberbach                | Konrad 1184,1196 Graf von Eberbach                | Konrad 1184,1196 Graf von Eberbach                |  |  |  |  |  |  |  |  |  |  |  |  |  |  |  |  |  |  |
| Heinrich 1174                              | Heinrich 1174                              | Heinrich 1174                              | Heinrich 1174                              | Heinrich 1174                                  | Heinrich 1174                                  |                                                |                                                | Boppo (V.) 1181–n. 1212                                                 | Boppo (V.) 1181–n. 1212                                     | Boppo (V.) 1181–n. 1212                                     | Boppo (V.) 1181–n. 1212                                     | Boppo (V.) 1181–n. 1212                                     | Boppo (V.) 1181–n. 1212                                     |                                                   |                                                   | Konrad 1184,1196 Graf von Eberbach                | Konrad 1184,1196 Graf von Eberbach                | Konrad 1184,1196 Graf von Eberbach                | Konrad 1184,1196 Graf von Eberbach                | Konrad 1184,1196 Graf von Eberbach                | Konrad 1184,1196 Graf von Eberbach                |  |  |  |  |  |  |  |  |  |  |  |  |  |  |  |  |  |  |
|                                            |                                            |                                            |                                            |                                                |                                                |                                                |                                                |                                                                         |                                                             |                                                             |                                                             |                                                             |                                                             |                                                   |                                                   |                                                   |                                                   |                                                   |                                                   |                                                   |                                                   |  |  |  |  |  |  |  |  |  |  |  |  |  |  |  |  |  |  |
| (Agnes) ⚭ Gerhard v. Schauenburg           | (Agnes) ⚭ Gerhard v. Schauenburg           | (Agnes) ⚭ Gerhard v. Schauenburg           | (Agnes) ⚭ Gerhard v. Schauenburg           | (Agnes) ⚭ Gerhard v. Schauenburg               | (Agnes) ⚭ Gerhard v. Schauenburg               |                                                |                                                | Mechthilt ⚭ Konrad v. Dürn                                              | Mechthilt ⚭ Konrad v. Dürn                                  | Mechthilt ⚭ Konrad v. Dürn                                  | Mechthilt ⚭ Konrad v. Dürn                                  | Mechthilt ⚭ Konrad v. Dürn                                  | Mechthilt ⚭ Konrad v. Dürn                                  |                                                   |                                                   | Willebirg ⚭ Pfalzgf. Hugo von Tübingen            | Willebirg ⚭ Pfalzgf. Hugo von Tübingen            | Willebirg ⚭ Pfalzgf. Hugo von Tübingen            | Willebirg ⚭ Pfalzgf. Hugo von Tübingen            | Willebirg ⚭ Pfalzgf. Hugo von Tübingen            | Willebirg ⚭ Pfalzgf. Hugo von Tübingen            |  |  |  |  |  |  |  |  |  |  |  |  |  |  |  |  |  |  |

(nach)